# سباق الموت: ما وراء الفوضى
سباق الموت: ما وراء الفوضى(بالإنجليزية: Death Race: Beyond Anarchy)‏، هو فيلم حركة وخيال علمي، تم إنتاجه في الولايات المتحدة، وصدر سنة 2018، بطولة زاك مكغوان وداني تريجو وكريستين مارزانو وهو الجزء الرابع في سلسلة أفلام «سباق الموت».

## القصة
بعد هجوم فاشل على سجين وسائق أسطوري يدعى “فرانكنشتاين” متخصص العمليات الخاصة “كونور جيبسون” يدخل إلى سجن فيدرالي مشدد الحراسة بهدف واحد يدخل سباق الموت الغير قانوني وغير الأخلاقي ويهزم “فرانكنشتاين”.

## وصلات خارجية
- سباق الموت: ما وراء الفوضى على موقع IMDb (الإنجليزية)
- سباق الموت: ما وراء الفوضى على موقع روتن توميتوز (الإنجليزية)
- سباق الموت: ما وراء الفوضى على موقع ألو سيني (الفرنسية)
- سباق الموت: ما وراء الفوضى على موقع فيلمافينيتي (الإسبانية)
- سباق الموت: ما وراء الفوضى على موقع قاعدة بيانات الفيلم (الإنجليزية)
- سباق الموت: ما وراء الفوضى على موقع ليتربوكسد (الإنجليزية)